# Humocaro Bajo (paroisse civile)
Pour les articles homonymes, voir Humocaro.
Humocaro Bajo est l'une des huit paroisses civiles de la municipalité de Morán dans l'État de Lara au Venezuela. Sa capitale est Humocaro Bajo.

## Géographie

### Démographie
Hormis sa capitale Humocaro Bajo, la paroisse civile comporte plusieurs localités, dont :
- Humocaro Bajo
- Los Naranjos